# Clinton Joseph Davisson
Clinton Joseph Davisson (n. 22 octombrie 1881, Bloomington⁠(d), Illinois, SUA – d. 1 februarie 1958, Charlottesville, Virginia, SUA), a fost un fizician american, laureat al Premiului Nobel pentru Fizică în 1937 pentru descoperirea difracției electronilor, împreună cu George Paget Thomson, care a făcut, în paralel, aceeași descoperire.